# Predoi
Predoi es una localidad y comuna italiana de la provincia de Bolzano, región de Trentino-Alto Adigio, con 609 habitantes, es el municipio más septentrional de Italia

## Evolución demográfica
| Gráfica de evolución demográfica de Predoi entre 1861 y 2001 |
|                                                              |
| Fuente ISTAT - elaboración gráfica de Wikipedia              |